# Encyklopedia katolicka
Encyklopedia katolicka – polska encyklopedia specjalistyczna wydana w latach 1973–2014 w Lublinie przez Towarzystwo Naukowe Katolickiego Uniwersytetu Lubelskiego Jana Pawła II.
Przygotowywano ją w Instytucie Leksykograficznym KUL współpracującym z Towarzystwem Naukowym KUL. Encyklopedia prezentuje zagadnienia doktrynalne i działalność Kościoła katolickiego oraz innych Kościołów chrześcijańskich: prawosławnych i protestanckich, wspólnot religijnych i religii niechrześcijańskich. Zawiera hasła z historii Kościoła w Polsce i na świecie, z teologii, kultury i sztuki chrześcijańskiej, a także z zakresu katolickiej nauki społecznej.
Encyklopedię tworzą następujące tomy:
1. A i Ω – Baptyści (1973, ISBN 83-86668-01-6)
2. Bar – Centuriones (1976, ISBN 83-86668-02-4)
3. Cenzor – Dobszewicz (1979, ISBN 83-86668-03-2)
4. Docent – Ezzo (1983, ISBN 83-86668-04-0)
5. Fabbri – Górzyński (1989, ISBN 83-86668-05-9)
6. Graal – Ignorancja (1993, ISBN 83-86668-06-7)
7. Ignoratio elenchi – Jędrzejów (1997, ISBN 83-86668-71-7)
8. Język – Kino (2000, ISBN 83-87703-87-7)
9. Kinszasa – Krzymuska (2002, ISBN 83-7306-068-5)
10. Krzyszkowski – Lozay (2004, ISBN 83-7306-195-9)
11. Lu An – „Maryawita” (2006, ISBN 83-7306-300-5)
12. Maryja – Modlitwa (2008, ISBN 978-83-7306-390-7)
13. Modlitwa – Notyfikacja (2009, ISBN 978-83-7306-443-0)
14. Nouet – Pastoralis officii (2010, ISBN 978-83-7306-475-1)
15. Pastoralna psychologia – Porphyreon (2011, ISBN 978-83-7306-518-5)
16. Porpora – Reptowski (2012, ISBN 978-83-7306-551-2)
17. Republika – Serbia (2012, ISBN 978-83-7306-567-3)
18. Serbowie – Szczepański (2013, ISBN 978-83-7306-614-4)
19. Szczepkowski – Użhorodzka unia (2013, ISBN 978-83-7306-651-9)
20. VÁC – Żywy Różaniec (2014, ISBN 978-83-7306-654-0).